# Лавиллени, Рено
Рено́ Лавиллени́ (фр. Renaud Lavillenie; 18 сентября 1986, Барбезьё-Сент-Илер, Франция) — французский прыгун с шестом, олимпийский чемпион 2012 года, трёхкратный чемпион мира в помещении, семикратный чемпион Европы (трижды на открытом воздухе и четыре раза в помещении). С февраля 2014 года до февраля 2020 года был рекордсменом мира по прыжкам с шестом — 6,16 м.
Рекордсмен Франции на открытом стадионе — 6,05 м (30 мая 2015, Юджин). Семикратный победитель Бриллиантовой лиги (2010—2016).
Младший брат Рено Валантен Лавиллени (род. 1991) также занимается прыжками с шестом.

## Спортивная биография

### Начало карьеры
Рено родился в Барбезьё-Сент-Илер, Шаранта. Он начал заниматься легкой атлетикой в возрасте семи лет. Будучи подростком, Лавиллени тренировался у своего отца Жиля в клубе Cognac AC. В юниорском возрасте Лавиллени показывал низкие результаты: в 2003 году лучшим показателем было 4,30 м, 4,60 м в 2004 году и 4,70 м в 2005 году. В 2007 году он перешел под руководство Жоржа Мартена, тренера в Бордо. В 2008 году он значительно улучшил личный рекорд, прыгнув на 5,65 м в Лиможе, а затем в закрытом помещении в Париже преодолел планку на 5,70 м. За команду Франции Рено дебютировал на Европейском Кубке Наций в зале в Москве, где он занял второе место с результатом 5,60 м. На чемпионате мира в помещении 2008 года в Валенсии Лавиллени занимает 13-е место. Затем с новым тренером Дамьеном Иносенсио, 5 декабря он покоряет высоту 5,81 м на соревновании «Полярная Звезда» в Ольне-су-Буа.

### 2009 год

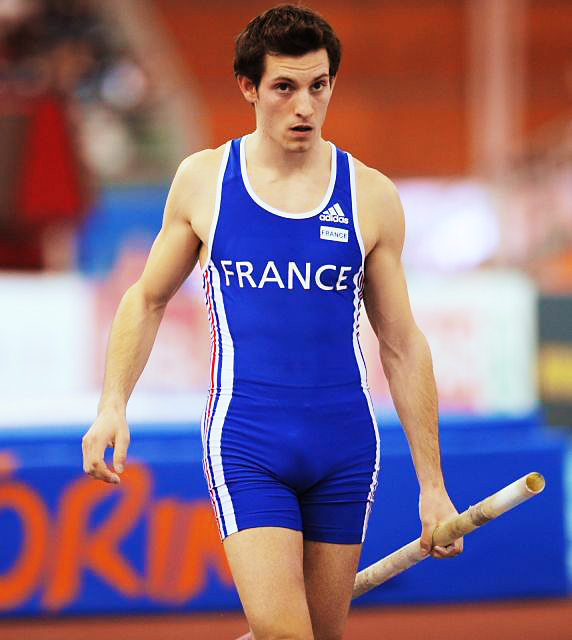
На чемпионате Европы в помещении в Турине

В начале сезона Рено берет высоту 5,81 м в помещении на встрече в Москве. 8 марта француз выигрывает свой первый крупный международный титул, победив в финале чемпионата Европы в помещении Турине. Он оформляет победу в своей первой попытке на 5,81 м, опередив россиянина Павла Герасимова и немца Александра Штрауба.
14 июня Лавиллени участвует в чемпионате в Оверни и преодолевает планку 5,96 м, что становится вторым показателем в истории Франции на открытом воздухе (после Жана Галфьона — 5,98 метра), и в то же время лучшим результатом сезона в мире. Он пытается на этом соревновании установить новый рекорд 6,01 м во Франции, но ему это не удается.
21 июня, во время европейского командного чемпионата в португальской Лейрии Рено Лавиллени бьет национальный рекорд Франции, который принадлежал Жану Гальфьону (5,98 м), взяв высоту 6,01 м.
На чемпионате мира в Берлине Рено занял третье место после австралийца Стивена Хукера и француза Ромена Менила.

### Чемпионат Европы в помещении 2011
5 марта 2011 года, во второй день чемпионата Европы, прыгнул на 6,03 м и побил рекорд Франции, установленный Жаном Галфьоном (6.00). Этот прыжок стал третьим из лучших прыжков в помещении. Следующая заявленная высота превышала мировой рекорд — 6,16 м, но не покорилась Рено.

### Чемпионат мира 2011
На чемпионате мира Лавиллени был одним из главных претендентов на победу. В квалификации с первой попытки взял высоту 5,65 и прошёл в финал. В финале начал с высоты 5,65 и взял её с первой попытки, как и 5,75 и 5,85, которая оказалось последней. Высоту 5,90 Рено взять не смог, и завоевал лишь бронзу. Чемпионом стал Павел Войцеховский из Польши, серебро завоевал Ласаро Борхес из Кубы.

### Чемпионат Европы 2012
На чемпионате Европы 2012 года Лавиллени выиграл золото с результатом 5,97 м, опередив на 5 см немца Бьёрна Отто.

### Летние Олимпийские игры 2012

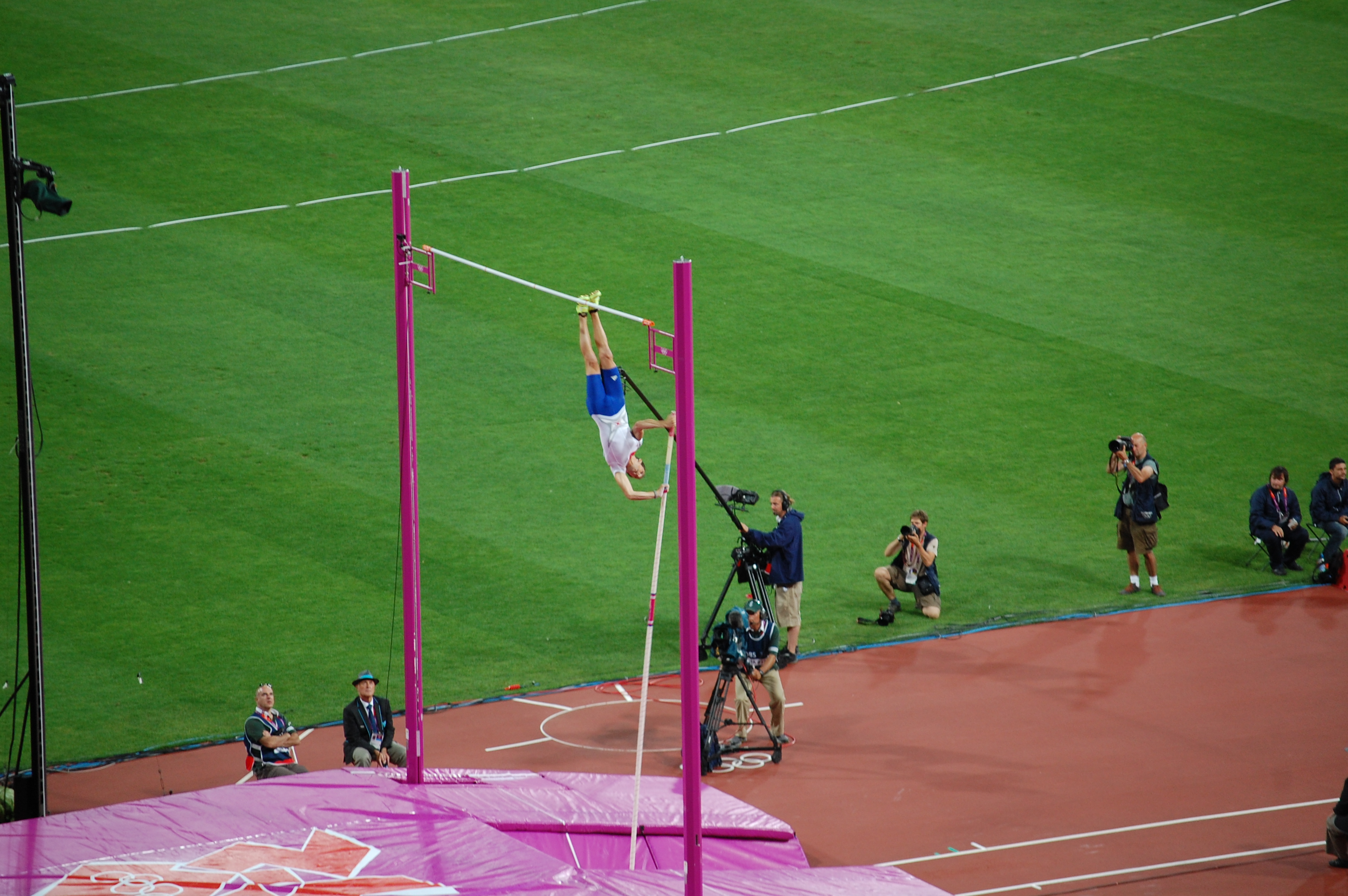
Олимпиада-2012

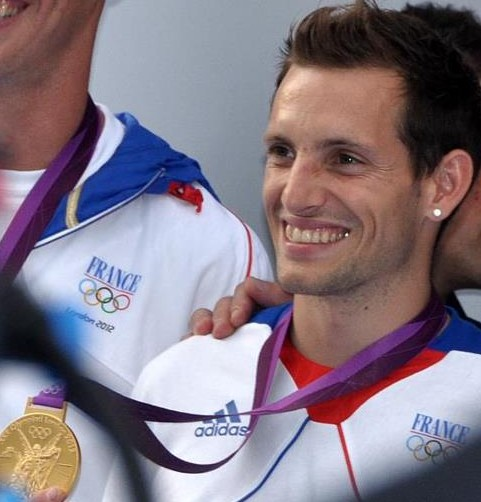
Рено с золотой олимпийской медалью

На дебютных для себя Олимпийских играх 2012 года в Лондоне Лавиллени выиграл квалификацию с результатом 5,65 м и прошёл в финал, который состоялся 10 августа. Первые три высоты в финале Лавиллени взял с первой попытки, на высоте 5,91 м его постигла первая неудача, а после того, как немцы Бьёрн Отто и Рафаэль Хольцдеппе взяли эту высоту с первых попыток, перенёс свои две оставшиеся попытки на высоту 5,97 м и взял её с третьей попытки. Немцы высоту 5,97 м не взяли, и Лавиллени стал олимпийским чемпионом. Рено стал третьим французом, выигравшим олимпийское золото в прыжках с шестом после Пьера Кинона (1984) и Жана Гальфьона (1996).

### Чемпионат Европы в помещении 2013

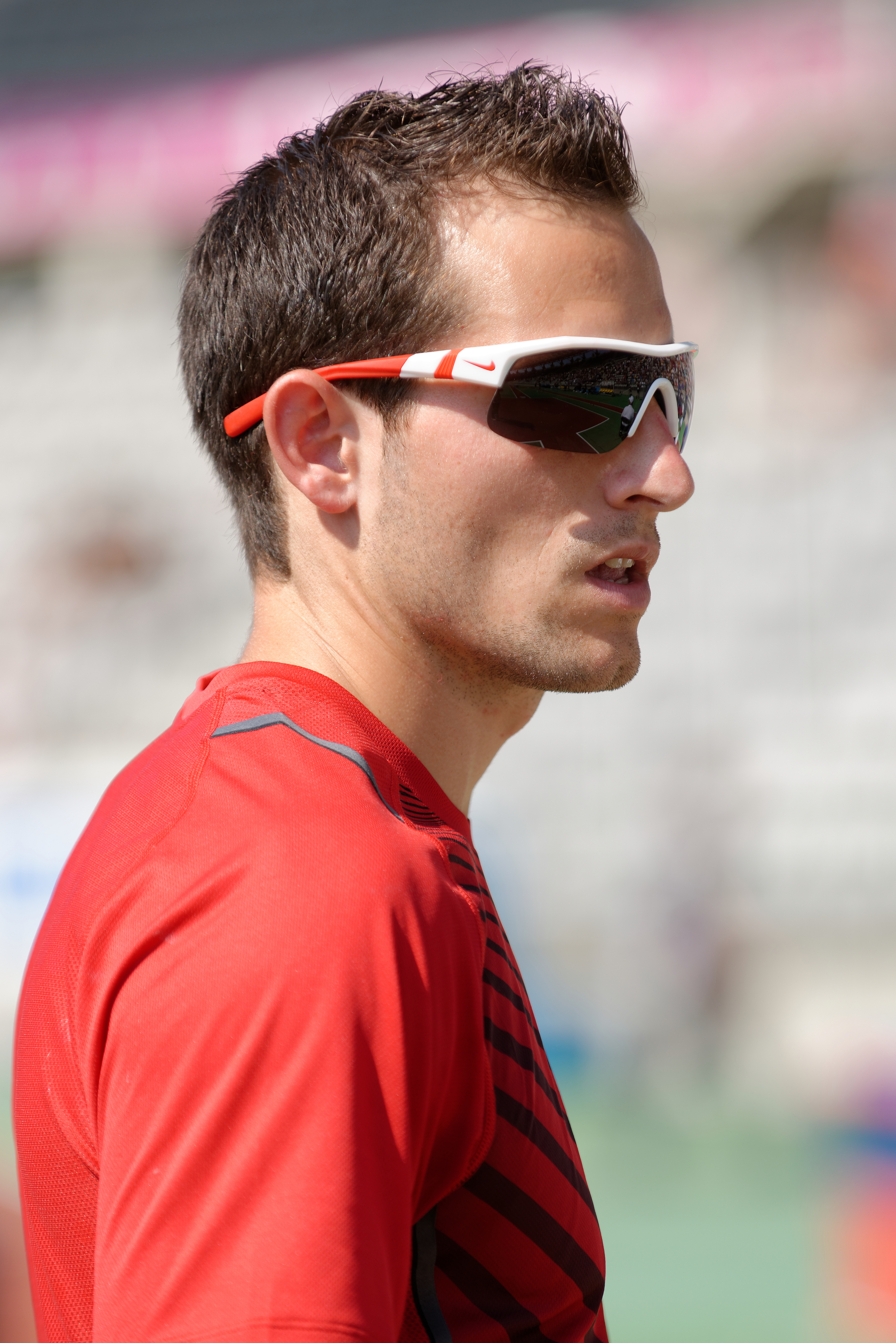
Лавиллени во время чемпионата Франции по лёгкой атлетике 2013 года

На чемпионате Европы в помещении в 2013 году Лавиллени выиграл золото с результатом 6.01 м (лучший результат сезона на тот момент), в очередной раз перепрыгнув немца Бьёрна Отто, но уже на 25 см. После чего штурмовал высоту 6,07 см и в одной из попыток даже преодолел её, не уронив планки, но прыжок не был засчитан из-за того, что планка одним концом слетела на опору.

### Чемпионат мира 2013
27 июля на этапе бриллиантовой Лиги в Лондоне Рено одерживает победу, обновив национальный рекорд (на открытом воздухе), преодолев планку на 6,02 м. После он пытался установить новый мировой рекорд на 6,15 м, однако все попытки были неудачными.
На чемпионат мира в Москве Лавиллени прибыл главным фаворитом, поскольку доминировал на протяжении всего сезона, но не смог в финальных соревнованиях взять высоту 5,96 м, тем самым завоевав серебряную медаль. Немец Рафаэль Хольцдеппе также не преодолел эту высоту, но одержал победу за счет более удачных попыток (5,89 м Хольцдеппе взял с первой попытки, тогда как Рено — с третьей). Бронзу завоевал еще один немец Бьёрн Отто .

### Сезон 2014 года
15 февраля на турнире «Звёзды шеста» в Донецке с первой попытки преодолел планку на высоте 6,16 м и установил новый мировой рекорд. Тем самым он побил рекорд Сергея Бубки. Также сделал одну попытку на высоте 6,21 м, но она оказалась неудачной, так как спортсмен не смог сжать непривычно жёсткий шест, который отбросил его назад. Спортсмен получил травму пятки.
В середине августа выиграл золото на чемпионате Европы в Цюрихе с результатом 5,90 м.

## Достижения
Бриллиантовая лига
- 2010:  Adidas Grand Prix — 5,85 м
- 2010:  Bislett Games — 5,80 м
- 2010:  Athletissima — 5,85 м
- 2010:  Meeting Areva — 5,91 м
- 2011:  Golden Gala — 5,82 м
- 2011:  Athletissima — 5,83 м
- 2011:  Meeting Areva — 5,73 м
- 2011:  Herculis — 5,90 м
- 2012:  Golden Gala — 5,82 м
- 2012:  Bislett Games — 5,82 м
- 2012:  Meeting Areva — 5,77 м
- 2012:  Athletissima — 5,80 м
- 2012:  Weltklasse Zürich — 5,70 м
- 2013:  Prefontaine Classic — 5,95 м
- 2013:  Meeting Areva — 5,92 м
- 2013:  Herculis — 5,96 м